# Exadios

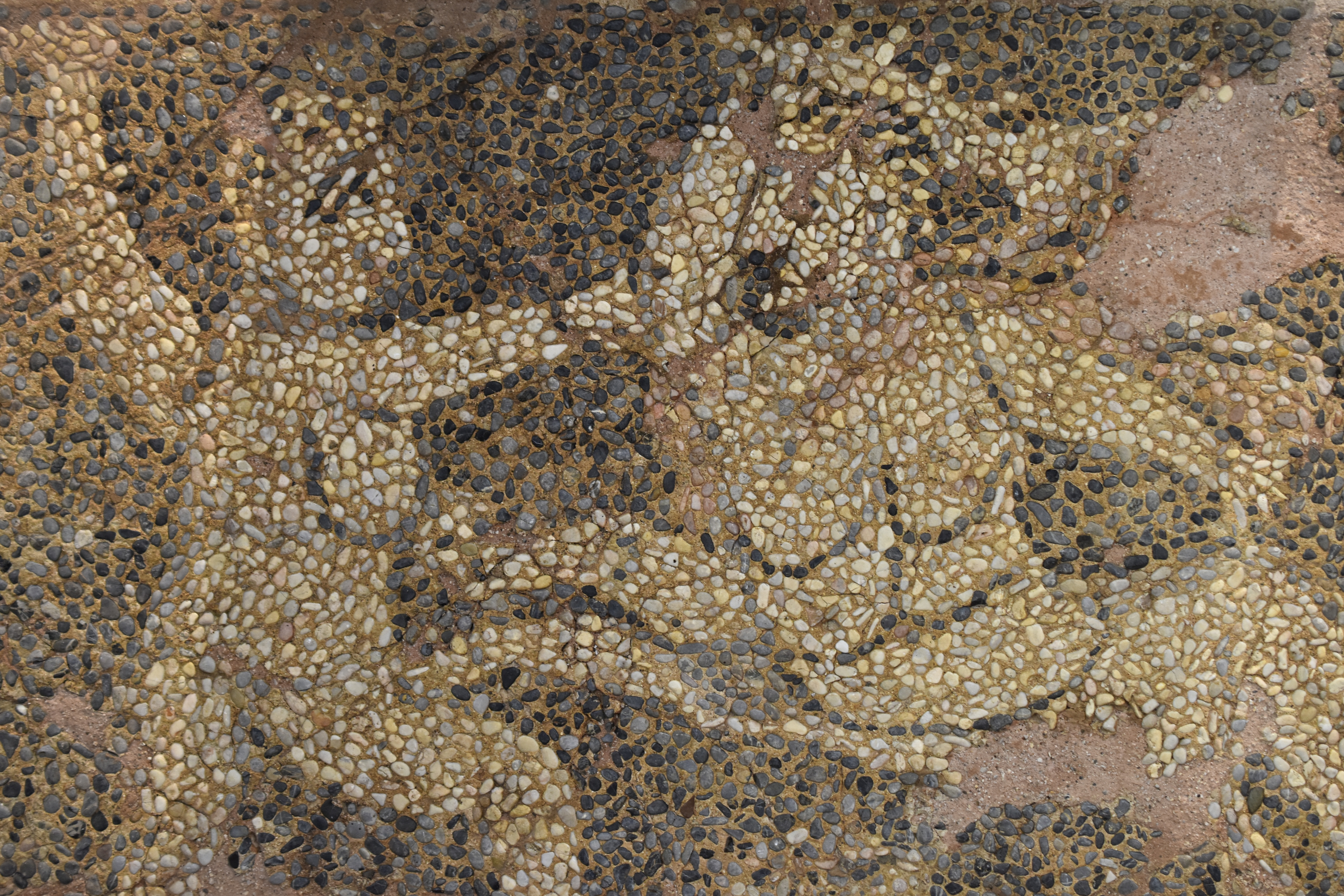
Mosaik, 2. Jh. v. Chr., Kentaur attackiert einen Lapithen.

Exadiοs ist in der griechischen Mythologie ein Lapithe, der in der Kentauromachie auf der Hochzeit des Peirithoos den Kentauren Gryneus tötet. Schon Homer und Hesiod lassen ihn gegen die Kentauren ziehen, Ovid widmet ihm eine kleine Kampfszene mit einer grotesken Tötungsvariante.

## Name
Er kommt vom griechischen Ἐξάδιος, Exádios, lateinisch und deutsch mit der gleichen Betonung auch Exádius.

## Mythos
Homer und Hesiod listen ihn in ihren kurzen Kentauromachien auf, Ovid fabuliert für ihn in seinen Metamorphosen eine kurze Kampfszene.

### Homer
Nestor hebt ihn mit anderen Helden (Peirithoos, Dryas, Kaineus, Polyphemos, Theseus) in einer Heeresversammlung vor Troja heraus. Exadius sei einer von den „stärksten der lebenden Erdebewohner“ gewesen, zumal sie – viel Feind, viel Ehr – „wider die stärksten, wider die Bergkentauren“ kämpften. Nestor signalisiert damit seinen Mitstreitern, umso leichter sei heute der Kampf gegen die Trojaner.

### Hesiod
Hesiod listet ihn ohne Epitheton ähnlich wie Homer mit anderen Helden (Peirithoos, Dryas, Kaineus, Prolochos, Hopleus, Faleros, Mopsos, Theseus) in seiner Kentauromachie auf. Er rechnet ihn zur Führungsriege der Lapithen, die den Kampf gegen die Kentauren anführen.

### Ovid
Ovid übernimmt von Homer und Hesiod den Namen und erweitert ihn mit einer kurzen Schlachtszene: Der Kentaur Gryneus wirft einen brennenden Altar in die Menge der Lapithen und tötet in einem Streich den Broteas und den Orius. Der nächststehende Exadius ruft: „265 Du (Gryneus) sollst büßen dafür, steht Waffe mir nur zu Gebote“, und
„266 nimmt als dienliche Waffe / hoch von der Fichte herab ein Hirschgeweih, heilig dem Gotte. / Mit dem gedoppelten Ast dann stößt er hinein in des Gryneus / Augen und drängt sie heraus, und es klebt ein Teil an den Zacken, / 270 Anderes fließt in den Bart und hängt, mit Blute geronnen.“ (Übersetzung Suchier)
„266 telique habet instar, in alta / quae fuerant pinu votivi cornua cervi. / figitur hinc duplici Gryneus in lumina ramo / eruiturque oculos, quorum pars cornibus haeret, 270 pars fluit in barbam concretaque sanguine pendet.“ (Original Ovid)

#### Literarische Gestaltung
An Ovids Darstellung fällt zum einen auf, dass Exadius wohl erst auf eine Fichte klettern muss, um sich eine Waffe zu beschaffen und zum anderen, dass sie eine neue Variante und Steigerung der Brutalität präsentiert. Dies zeigt sich in der Wortwahl und -stellung: figitur, stößt hinein  und eruitur, drängt heraus, brutale Worte werden betont an den Anfang der Verse gestellt.